# Ocotea persicifolia
Ocotea persicifolia är en lagerväxtart som beskrevs av Mez & J. D. Smith. Ocotea persicifolia ingår i släktet Ocotea och familjen lagerväxter. Inga underarter finns listade i Catalogue of Life.